# Tocov
Tocov (německy Totzau) je zaniklá vesnice ve vojenském újezdu Hradiště v okrese Karlovy Vary v Karlovarském kraji. Stála v Doupovských horách v nadmořské výšce 590 metrů asi čtyři kilometry jihovýchodně od Stráže nad Ohří.

## Název
Původní název Točcov byl odvozen ze jména Točec ve významu Točcův dvůr. V historických pramenech se název vyskytuje ve tvarech: Toczan (1369), Torzow (1384), Tuczaw (1411), Totzaw (1545), Totczow (1546), Toczau (1563), Totzau (1631), Točov (1654), Totzau a Tocow (1847) a v letech 1854–1923 úředně Tocava nebo Totzau.

## Historie
Počátky vesnice jsou nejasné. První písemná zmínka bývá uváděna k roku 1369, ale německojazyčná regionální vlastivědná literatura z první poloviny dvacátého století udává, že v roce 1234 vesnice patřila doksanskému klášteru a v roce 1261 už v ní stál kostel. Fara je doložena k roku 1384. V roce 1545 Tocov patřil k hauenštejnskému panství, ale o rok později jej koupil hrabě Hugo z Leisneku a připojil k doupovskému panství, u kterého zůstal až do roku 1850.
V šestnáctém století se v kraji rozšířil protestantismus. Katoličtí kněží byli v kostele nahrazení protestantskými kazateli, ale při následné rekatolizaci se kostel stal filiálním kostelem doupovské farnosti. Tocovská farnost byla obnovena mnohem později. Po třicetileté válce ve vsi podle berní ruly z roku 1654 žilo patnáct sedláků a šestnáct chalupníků. Jeden sedlák provozoval mlýn s jedním kolem a jiný měl hospodu. Pět chalupníků se živilo řemesly a jeden z nich měl další mlýn. Na polích se pěstovalo především žito, ale hlavním zdrojem obživy býval chov dobytka a prodej prken nebo šindelů.
Johann Gottfried Sommer ve svém díle z roku 1847 ve vsi uvedl obnovenou faru, školu, hospodu a dva mlýny. K vesnici patřily samoty Dreihäuseln (Třídomí; východně od vesnice), Teufelsmühle u Korunního potoka (Čertův mlýn; severně od vesnice) a dvůr Kottershof (severovýchod od vesnice; tamní osada bývala částí Tunkova). Po zrušení patrimoniální správy se Tocov stal v roce 1850 obcí.

### Dvacáté století
Podle adresáře z roku 1914 byla tocovská škola dvoutřídní, fungovala zde pošta, spořitelna, dva mlýny s katrem, pět hostinců a trafika. Řemeslo provozovalo šest zedníků, pokrývač, tři tesaři a řada dalších.
Dne 25. května 1945 zde byl při domovní prohlídce zastřelen člen „dobrovolné kadaňské policie“ a další její příslušník byl postřelen. Při následující odvetě bylo zastřeleno 21 Němců (označených starostou jako aktivních členů nacistických organizací) před shromážděnými obyvateli. Při dalších domovních prohlídkách počátkem června se našly zbraně. Po jejich nálezu zastřelili vojáci na samotě Kotrcov šest Němců, tělo dvouměsíčního dítěte zde bylo nalezeno později. Po prohlídce v domku Bartlových popraven otec, syn, dvě dívky ve věku dvanácti a sedmnácti let. Matka dopravena do Kadaně a popravena zde. Celkem bylo v Tocově 32 obětí odsunu. Po vysídlení Němců se vesnici nepodařilo dosídlit, takže v roce 1947 v ní žilo pouze 79 obyvatel.
Tocov zanikl vysídlením v důsledku zřízení vojenského újezdu během první etapy rušení sídel. Úředně byl zrušen k 15. červnu 1953.

## Přírodní poměry
Tocov stával v katastrálním území Doupov u Hradiště v okrese Karlovy Vary, asi čtyři kilometry jihovýchodně od Stráže nad Ohří. Nacházel se v nadmořské výšce okolo 590 metrů v údolí Petrovského potoka v údolí mezi Velkou Jehličnou (828 metrů) a Strážným vrchem (726 metrů). Oblast leží v severozápadní části Doupovských hor, konkrétně v jejich okrsku Jehličenská hornatina. Půdní pokryv okolí tvoří kambizem eutrofní. V údolí pod vesnicí údajně vyvěral, poblíž pily Albína Glasera, minerální pramen.
V rámci Quittovy klasifikace podnebí Tocov stál v chladné oblasti CH7, pro kterou jsou typické průměrné teploty −3 až −4 °C v lednu a 15–16 °C v červenci. Roční úhrn srážek dosahuje 850–1000 milimetrů, sníh zde leží 100–120 dní v roce. Mrazových dnů bývá 140–160, zatímco letních dnů jen 10–30.

## Obyvatelstvo
Při sčítání lidu v roce 1921 zde žilo 577 obyvatel (z toho 289 mužů) německé národnosti, kteří se kromě tří evangelíků hlásili k římskokatolické církvi. Podle sčítání lidu z roku 1930 měla vesnice 561 obyvatel: jednoho Čechoslováka a 560 Němců. Kromě jednoho evangelíka a jednoho člena církve československé byli římskými katolíky.
|           | 1869 | 1880 | 1890 | 1900 | 1910 | 1921 | 1930 | 1950 |
| --------- | ---- | ---- | ---- | ---- | ---- | ---- | ---- | ---- |
| Obyvatelé | 600  | 609  | 543  | 541  | 600  | 577  | 561  | 34   |
| Domy      | 96   | 103  | 104  | 105  | 107  | 107  | 107  | 79   |

## Pamětihodnosti
- Na místě starého středověkého kostela byl v roce 1571 postaven renesanční kostel Navštívení Panny Marie. Chrámová loď byla v roce 1833 prodloužena.[3]
- U cesty do Třídomí stávala kaple Nejsvětější Trojice z devatenáctého století.[3]